# Serie A 1972 (Ecuador)
La Serie A 1972 è stata la 14ª edizione della massima serie del campionato di calcio dell'Ecuador ed è stata vinta dall'Emelec. È stata la prima edizione della Serie A, giacché fino alla stagione precedente il torneo portava il nome "Campeonato Nacional de Fútbol".

## Formula
Il torneo muta radicalmente la propria formula in conseguenza della precedente stagione, che aveva determinato la divisione delle 16 partecipanti in due gruppi. 8 formano la Serie A, mentre le restanti vanno a disputare la Serie B. La Serie A si struttura in tre fasi: nella prima vengono scelte le prime due partecipanti alla fase finale, e le prime 2 retrocesse; nella seconda fase si aggiungono 2 formazioni dalla Serie B, vincitrici della prima fase di quel campionato. Si riforma quindi un nuovo girone da 8 squadre; nella fase finale, a disputarsi il titolo sono le 4 formazioni qualificate da prima e seconda fase (dato che il Barcelona giunse per due volte al secondo posto, le formazioni qualificate furono 3).

## Prima fase
|  | Pos. | Squadra              | Pt | G  | V | N | P | GF | GS | DR  |
|  | ---- | -------------------- | -- | -- | - | - | - | -- | -- | --- |
|  | 1.   | El Nacional          | 18 | 14 | 7 | 4 | 3 | 33 | 19 | +14 |
|  | 2.   | Barcelona SC         | 17 | 14 | 7 | 3 | 4 | 24 | 15 | +9  |
|  | 2.   | Emelec               | 17 | 14 | 5 | 7 | 2 | 17 | 12 | +5  |
|  | 4.   | Macará               | 14 | 14 | 5 | 4 | 5 | 24 | 25 | -1  |
|  | 5.   | América de Quito     | 13 | 14 | 4 | 5 | 5 | 15 | 17 | -2  |
|  | 5.   | LDU Quito            | 13 | 14 | 4 | 5 | 5 | 18 | 23 | -5  |
|  | 7.   | Universidad Católica | 12 | 14 | 5 | 2 | 7 | 17 | 18 | -1  |
|  | 8.   | Olmedo               | 8  | 14 | 2 | 4 | 8 | 20 | 39 | -19 |

## Seconda fase
Deportivo Quito e LDU Portoviejo promosse dalla Serie B in qualità di vincitrici della prima fase.

|  | Pos. | Squadra          | Pt | G  | V | N | P | GF | GS | DR  |
|  | ---- | ---------------- | -- | -- | - | - | - | -- | -- | --- |
|  | 1.   | Emelec           | 20 | 14 | 7 | 6 | 1 | 28 | 14 | +14 |
|  | 2.   | Barcelona SC     | 17 | 14 | 7 | 3 | 4 | 26 | 15 | +11 |
|  | 2.   | Deportivo Quito  | 17 | 14 | 6 | 5 | 3 | 23 | 23 | 0   |
|  | 4.   | El Nacional      | 14 | 14 | 5 | 4 | 5 | 14 | 16 | -2  |
|  | 5.   | LDU Portoviejo   | 12 | 14 | 3 | 6 | 5 | 18 | 19 | -1  |
|  | 6.   | América de Quito | 11 | 14 | 4 | 3 | 7 | 13 | 18 | -5  |
|  | 6.   | LDU Quito        | 11 | 14 | 3 | 5 | 6 | 18 | 24 | -6  |
|  | 8.   | Macará           | 10 | 14 | 3 | 4 | 7 | 14 | 25 | -11 |

## Fase finale
|                    | Pos. | Squadra      | Pt | G | V | N | P | GF | GS | DR |
| ------------------ | ---- | ------------ | -- | - | - | - | - | -- | -- | -- |
| Ecuador (bandiera) | 1.   | Emelec       | 5  | 4 | 2 | 1 | 1 | 9  | 5  | +4 |
|                    | 2.   | El Nacional  | 4  | 4 | 1 | 2 | 1 | 8  | 6  | +2 |
|                    | 3.   | Barcelona SC | 3  | 4 | 1 | 1 | 2 | 6  | 12 | -6 |

## Verdetti
- Emelec campione nazionale
- Emelec ed El Nacional in Coppa Libertadores 1973
- Deportivo Quito e LDU Portoviejo promossi
- Universidad Católica, Olmedo e LDU Quito retrocessi.

## Classifica marcatori
| Gol |  |  | Giocatore            | Squadra      |
| --- |  |  | -------------------- | ------------ |
| 18  |  |  | Nelsinho             | Barcelona SC |
| 16  |  |  | Pedro Pablo León     | Barcelona SC |
| 12  |  |  | Luis Lamberck        | Emelec       |
| 12  |  |  | Félix Lasso          | Emelec       |
| 11  |  |  | Washington Muñoz     | Barcelona SC |
| 11  |  |  | Cassiano Suárez      | Macará       |
| 11  |  |  | Carlos Torres Garcés | El Nacional  |